# Сан Вито ин Монте (Терни)
Сан Вито ин Монте је насеље у Италији у округу Терни, региону Умбрија.
Према процени из 2011. у насељу је живело 77 становника. Насеље се налази на надморској висини од 504 м.